# Marcus du Sautoy
Marcus du Sautoy (Londra, 26 agosto 1965) è un matematico inglese, professore all'Università di Oxford.

## Biografia
Marcus du Sautoy è cresciuto a Henley-on-Thames dove ha frequentato la Gillotts School e il King James' College (ora Henley College). È sposato e ha tre figli. Vive a Londra, gioca a calcio e suona la tromba.
Nel marzo 2006 il suo articolo Prime Numbers Get Hitched è stato pubblicato sul sito di Seed Magazine. In esso ha spiegato come il numero 42, menzionato nella Guida galattica per gli autostoppisti come la risposta a ogni cosa, sia collegato alla funzione zeta di Riemann. Ha anche pubblicato un articolo sulla rivista scientifica New Scientist.
Nel dicembre 2006 ha tenuto la Royal Institution Christmas Lectures sotto il titolo collettivo The Num8er My5teries. Era solo la terza volta che il soggetto delle lezioni era la matematica. Nella prima occasione, quando la lezione era stata tenuta da Erik Christopher Zeeman nel 1978, du Sautoy era tra il pubblico come studente.
Fa parte del Wadham College, mentre in passato è stato membro dell'All Souls College. La sua area di specializzazione riguarda il campo della teoria analitica dei numeri e della teoria dei gruppi.
The Independent on Sunday lo ha definito uno dei maggiori scienziati del Regno Unito. Nel 2001 ha vinto il prestigioso Premio Berwick della London Mathematical Society, che è assegnato ogni due anni come premio per la miglior ricerca di un matematico con meno di quarant'anni. Scrive per The Times, The Daily Telegraph e The Guardian e ha partecipato varie volte ai programma di BBC Radio 4 e in televisione. Attualmente presenta il programma televisivo Mind Games su BBC Four. Ha scritto numerosi articoli accademici e libri sulla matematica, tra cui il bestseller L'enigma dei numeri primi.

## Opere

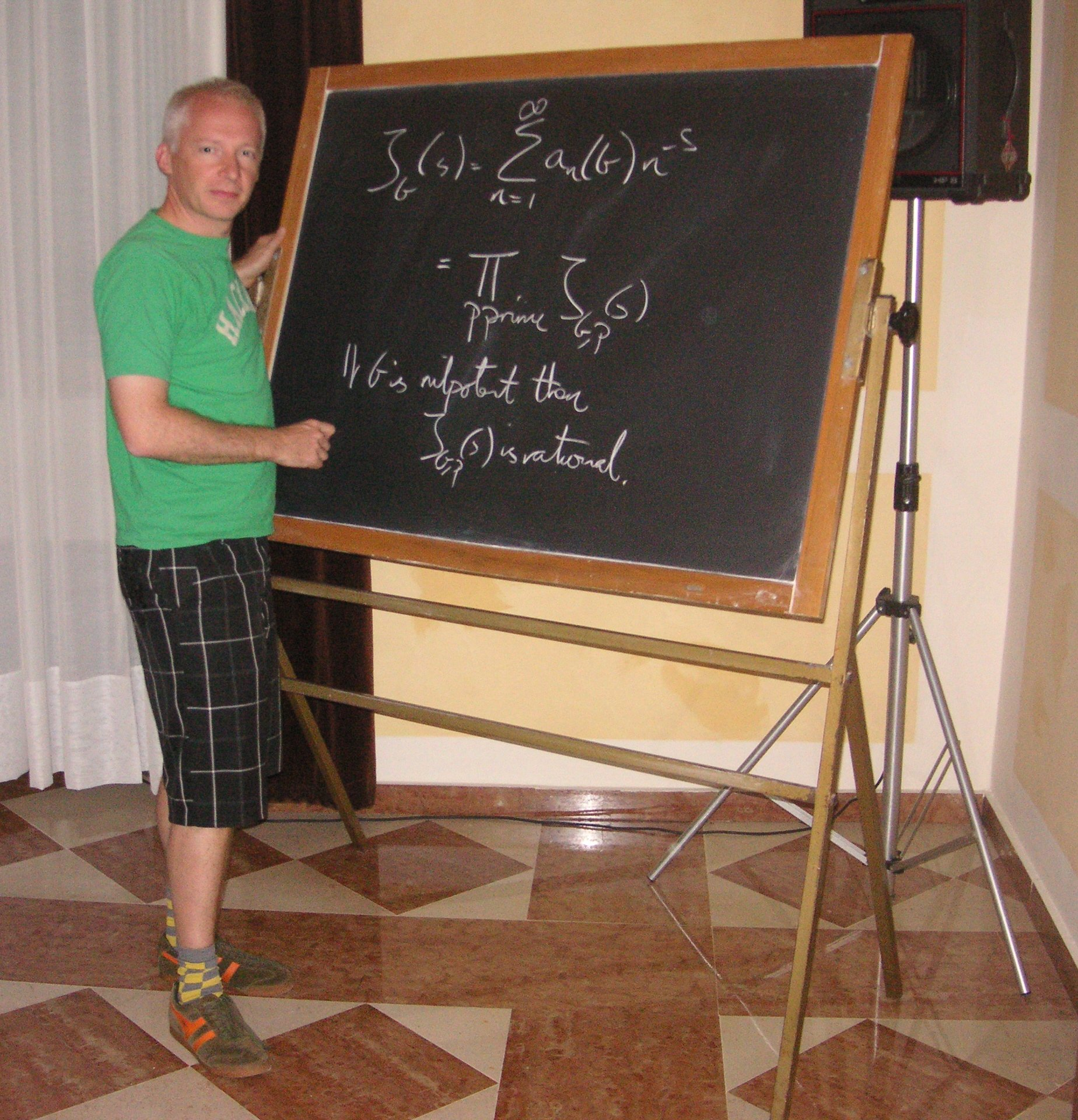
Marcus du Sautoy alla lavagna durante un convegno a Levico Terme nel 2007

- L'enigma dei numeri primi. L'ipotesi di Riemann, l'ultimo grande mistero della matematica (The Music of the Primes, 2003), traduzione di C. Capararo, Collana Saggi stranieri, Milano, Rizzoli, 2004, ISBN 978-88-170-0098-7.
- Il disordine perfetto. L'avventura di un matematico nei segreti della matematica (Finding Moonshine, 2007), traduzione di D. Didero, M. Scaglione, R. Zuppet, Milano, Rizzoli, 2007, ISBN 978-88-170-1266-9.
- L'ipotesi dei numeri primi, Prefazione di Umberto Bottazzini, Milano, BUR, 2009, ISBN 978-88-170-3160-8.
- L'equazione da un milione di dollari (The Number Mysteries. A Mathematical Odyssey Through Everyday Life, 2010), Collana Saggi stranieri, Milano, Rizzoli, 2010, ISBN 978-88-170-3213-1.
- Ciò che non possiamo sapere. Avventure ai limiti della conoscenza (What We Cannot Know, 2016), Milano, Rizzoli, 2016, ISBN 978-88-170-9628-7.
- Le teorie impossibili. Quali sono i limiti della scienza?, Milano, BUR, 2017, ISBN 978-88-170-9628-7.
- Come contare fino a infinito, Torino, Bollati Boringhieri, 2019, ISBN 978-88-339-3106-7.
- Il codice della creatività. Il mistero del pensiero umano al tempo dell'intelligenza artificiale, Collana Saggi stranieri, Milano, Rizzoli, 2019, ISBN 978-88-171-4203-8.
- Pensare meglio. Strategie e scorciatoie per decidere senza sbagliare, Collana Saggi stranieri, Milano, Rizzoli, 2021, ISBN 978-88-171-5742-1.

## Articoli
- (EN) Prime Numbers Get Hitched, Seed Magazine, 27 marzo 2006

## Premi
- Premio Peano 2004[2], della Mathesis di Torino, per il libro  L’enigma dei numeri primi. L’ipotesi di Riemann, l’ultimo grande mistero della matematica, Ed. Rizzoli